# Ivan Illich
Ivan Illich (* 4. September 1926 in Wien als Ivan Ilić; † 2. Dezember 2002 in Bremen) war ein österreichisch-US-amerikanischer Autor, Kulturkritiker, Philosoph, Theologe und römisch-katholischer Priester.

## Leben

### Herkunft und Ausbildung
Illichs Mutter Ellen Rose Ilić, geb. Regenstreif, stammte aus einer jüdischen Familie deutscher Herkunft. Sie konvertierte zum Christentum und ließ sich evangelisch taufen. Eine andere Quelle gibt an, die Mutter sei Jüdin sephardischer Abstammung. Sein Vater Petar (Piero) Ilić, von Beruf Bauingenieur und aus einer Grundbesitzerfamilie stammend, war ein römisch-katholischer Kroate. Illich schrieb zum Schicksal seiner jüdischen Vorfahren, dass sie im Jahr 1492 aus Toledo vertrieben wurden. Die Familie Piero Ilić wohnte bis 1932 in der Nähe der kroatischen Hafenstadt Split in der Region Dalmatien.
Illichs Großvater mütterlicherseits war Friedrich Regenstreif, ein Holzhändler in Bosnien und Herzegowina. Er hatte nach den Plänen des Architekten Friedrich Ohmann im Wiener Stadtteil Pötzleinsdorf von 1914 bis 1916 die Villa Regenstreif erbauen lassen. Dort lebte die Mutter mit ihren drei Kindern Ivan, Micha und Sascha von 1932 bis 1942. In seinem Geburtstagsbrief an den Bildungsforscher Hellmut Becker, der unter dem Titel Verlust von Welt und Fleisch veröffentlicht ist, hat Illich 1992 die landschaftliche Atmosphäre von Pötzleinsdorf, sein Empfinden und Denken am 10. März 1938 – zwei Tage vor dem Anschluss Österreichs – beschrieben.
Ivan Illich verkehrte als Kind im Hause Sigmund Freuds, zu dessen Freundeskreis die Familie zählte.
Nach dem Anschluss Österreichs musste er wegen der jüdischen Abstammung seiner Mutter 1941 die Schule in Wien verlassen. Er machte 1943 als externer Schüler in Florenz sein Abitur. An der Universität Florenz studierte er zuerst Chemie und Geschichte. Dann studierte er als Diözesankandidat von Split Philosophie von 1944 bis 1947 und von 1947 bis 1951 Theologie am Collegium Romanum (Päpstliche Universität Gregoriana) in Rom. Während seiner römischen Studienjahre lebte er zeitweilig im Almo Collegio Capranica. Am 24. März 1951 wurde er zum römisch-katholischen Priester geweiht. Illich promovierte Ende 1951 an der Theologischen Universitätsfakultät – einer Vorgängerinstitution der 1962 wiederbegründeten Universität Salzburg – bei P. Albert Auer, OSB (Benediktiner), und Thomas Michels mit der Schrift Die Philosophie Toynbees. Die philosophischen Grundlagen der Geschichtsschreibung bei Arnold Toynbee. Da die Arbeit verschollen war, die aber in der Universitätsbibliothek Salzburg überliefert ist, konnte sie bisher in einer Diskussion der wissenschaftlichen Schriften, die Illich veröffentlichte, nicht berücksichtigt werden.

### Berufe und Stationen
Nach seiner Priesterweihe war Illich kurzzeitig im Vatikan tätig. Von 1951 bis 1956 arbeitete er als Priester in der Incarnation-Pfarrei, gelegen auf der West Side von Manhattan (New York). In dem Viertel wohnten überwiegend Puerto Ricaner. In dieser Zeit nahm Illich die US-Staatsbürgerschaft an. Im Jahr 1956 wurde er Vize-Rektor der Katholischen Universität von Puerto Rico in Ponce; das Rektorat führte Illich bis 1960.
Hier begann sein persönlicher Konflikt mit der vatikanischen Südamerika-Politik, indem er die US-amerikanische Technokratie in Lateinamerika kritisierte und die Mechanismen der traditionellen Kirche, der institutionalisierten Bildung und die Inhumanität der technisierten Medizin angriff. Dabei verstand sich Illich weniger als objektiver Wissenschaftler denn als ein der Befreiungstheologie nahestehender Intellektueller, der sowohl Fehlentwicklungen in der Ersten Welt als auch Missstände in der Dritten Welt anprangern wollte. In wirkungsvollen und stark polemischen Schriften kritisierte er die Praxis des schulischen Lernens und forderte eine „Entschulung der Gesellschaft“. Weitere Kritik richtete er gegen die moderne Medizin, deren Expertokratie zwar zur medikalisierten Mentalität der Gesellschaft passe, aber kranken Menschen oft nicht weiterhelfe. Vor allem in Ländern der „Dritten Welt“ würden die von Experten entworfenen Großsysteme des Bildungs- und des Gesundheitswesens oft mehr Schaden als Nutzen stiften.
Sowohl Illichs Forderung einer Entschulung der Gesellschaft als auch seine kulturgeschichtlichen Thesen wurden von Theologen der katholischen Kirche oft als weltfremd abgelehnt. Eine seiner provokanten Kernthesen lautete etwa, dass die westliche Zivilisation nur als Korruption der christlichen Botschaft angemessen verstanden werden kann.
1960 war Illich zusammen mit John Considine MM maßgeblich an der Gründung des Center for Intercultural Formation an der Fordham University beteiligt. Dabei wurde er von Kardinal Francis Spellman, Erzbischof von New York, unterstützt. Aus dem Center for Intercultural Formation ging – mit Unterstützung seiner Freunde – das Centro Intercultural de Documentación in Cuernavaca (Mexiko) hervor. Dorthin wurde Illich von seiner Erzdiözese New York als Leiter abgeordnet.
Nach dem Tod seines Förderers Kardinal Spellman im Jahr 1967 fiel Illich in der Römischen Kurie in Ungnade, obwohl Papst Paul VI. ihn verteidigte. Am 18. Juni 1968 wurde ihm im Vatikan im Gespräch mit Kardinal Franjo Šeper ein ausführlicher Fragebogen bezüglich seiner theologischen und kirchenkritischen Äußerungen vorgelegt. Infolge der Auseinandersetzungen mit der Kurie verzichtete Illich ab 1969 auf die Ausübung priesterlicher Funktionen. Zugleich bat er darum, weder vom Zölibat noch vom Breviergebet befreit zu werden. Denn beides war – nach seinem Verständnis – ein Ausdruck seiner priesterlichen Berufung, die er auch fortan leben wollte.
Illich wandte sich fortan dem Thema Erziehung zu und forderte die Abschaffung jeglicher Institutionen, allen voran der Schulen.
Illich gehörte – gemeinsam mit André Gorz, Jochen Steffen und Ernst Ulrich von Weizsäcker – zum Beraterkreis des damaligen Magazins Technologie und Politik, dessen Herausgeber Freimut Duve war. 1979 wurde Illich Gastprofessor in Kassel, Marburg, Oldenburg und in Bremen. 1981/1982 zählte er zu den ersten Fellows des neugegründeten Wissenschaftskollegs zu Berlin.
1998 wurde Illich mit dem Kultur- und Friedenspreis der Villa Ichon in Bremen ausgezeichnet.
Auf eigenen Wunsch und durch schriftliche Fürsprache der früheren Bremer Bürgermeister Hans Koschnick und Henning Scherf wurde Ivan Illich auf dem Friedhof in Bremen-Oberneuland beigesetzt.

## Werke und Rezeption
Illich prägte den Begriff Konvivialität (Conviviality), wobei es ihm um einen lebensgerechten Einsatz des technischen Fortschritts ging. In seinem Werk „Selbstbegrenzung – Tools for Conviviality“ schreibt Illich: „Unter Konvivialität verstehe ich das Gegenteil der industriellen Produktivität … Von der Produktivität zur Konvivialität übergehen heißt, einen ethischen Wert an die Stelle eines technischen Wertes, einen realisierten Wert an die Stelle eines materialisierten Wertes setzen.“
Des Weiteren sieht er in der Konvivialität die „individuelle Freiheit, die sich in einem Produktionsverhältnis realisiert, das in eine mit wirksamen Werkzeugen ausgestattete Gesellschaft eingebettet ist“. Gleichzeitig will er auf die Konsequenzen eines falsch eingesetzten technischen Fortschritts aufmerksam machen: „Wenn eine Gesellschaft, ganz gleich welcher Art, die Konvivialität unter ein gewisses Niveau drückt, dann wird sie dem Mangel anheimfallen; denn keiner noch so hypertrophierten Produktivität wird es jemals gelingen, die nach Belieben geschaffenen und multiplizierten Bedürfnisse zu befriedigen.“
Posthum sind 2006 seine Gespräche mit dem kanadischen Rundfunkredakteur David Cayley unter dem Titel „In den Flüssen nördlich der Zukunft“ erschienen. Der Titel entstammt einem Gedicht von Paul Celan.
Bis heute existiert an der Universität Bremen ein Zusammenschluss von Illich-Schülern und -Freunden, darunter Barbara Duden und Johannes Beck (1938–2013), unter dem Namen Denken nach Illich.
Für verschiedene philosophisch-politische Richtungen war Illichs Denken prägend. Dazu gehören Strömungen der Wachstumskritik, der zugehörigen wachstumskritischen Bewegung und des Ökofeminismus.
Als Kulturkritiker thematisierte und problematisierte Ivan Illich in seinem Werk „Die Nemesis der Medizin – Von den Grenzen des Gesundheitswesens“ den Zusammenhang zwischen der modernen Leistungs- und Konsumgesellschaft mit ihren fast pathologischen Zügen einerseits und dem auf sie hin spezialisierten modernen Medizinbetrieb andererseits. Der moderne Medizinbetrieb, so schreibt er dort, „stützt eine morbide Gesellschaft, in der die soziale Kontrolle der Bevölkerung durch das medizinische System eine der wichtigsten ökonomischen Aktivitäten ist … Menschen, die durch ihre industrielle Arbeit und Freizeit verstört, krankgemacht und invalidisiert werden, bleibt nur die Flucht in ein Leben unter ärztlicher Aufsicht, das sie zum Stillhalten verführt und vom politischen Kampf um eine gesündere Welt ausschließt.“ Wilhelm Korff kommentierte dazu: „Mit dieser provokanten These verliert die moderne Medizin gleichsam ihre gesellschaftliche Unschuld. Gesellschaftskritik ist hier zugleich Medizinkritik.“ Seine Ablehnung moderner Schulmedizin wurde jedoch auch heftig kritisiert. Der Soziologe Helmut Schoeck sah Ivan Illich als vor allem „kommerziell angetriebenen Unternehmer einer ‚Pamphlet-Industrie‘ mit 14 Angestellten“.

## Zitate
„Meine Arbeit ist ein Versuch, mit großer Traurigkeit die Tatsache der westlichen Kultur zu akzeptieren. [Christopher] Dawson … sagt, dass die Kirche Europa ist und Europa die Kirche, und ich sage: Ja! Corruptio optimi quae est pessima [Die Verderbnis des Besten ist das Schlimmste]. Durch den Versuch, die Offenbarung zu sichern, zu garantieren, zu regeln, wird das Beste zum Schlimmsten …
Ich lebe außerdem in einem Gefühl größter Zwiespältigkeit. Ich komme nicht ohne Tradition aus, aber ich muss erkennen, dass ihre Institutionalisierung die Wurzel von etwas Bösem ist, das tiefer geht als alles Böse, das ich mit unbewaffnetem Auge und Geist erkennen könnte.“

## Veröffentlichungen
Schriften
- 1951: Die philosophischen Grundlagen der Geschichtsschreibung bei A. J. Toynbee. Dissertation. Salzburg.
- 1970: Klarstellungen. Pamphlete und Polemiken. Beck, München 1996. (Wiederauflage)
- 1970: Almosen und Folter. Verfehlter Fortschritt in Lateinamerika. Kösel, München. (Aus dem Englischen von Helmut Lindemann. Titel der amerikanischen Originalausgabe: Celebration of Awareness. Doubleday and Company 1970.)
- 1971: Entschulung der Gesellschaft. ISBN 3-466-42030-X, (1987), ISBN 3-499-15246-0.
- 1972: Schulen helfen nicht. Über das mythenbildende Ritual der Industriegesellschaft. Rowohlt, Reinbek.
- 1973: Selbstbegrenzung. Eine politische Kritik der Technik. Rowohlt, Reinbek 1975, ISBN 3-498-03201-1. (Deutsch von Nils Thomas Lindquist. Originaltitel: Tools for Conviviality. Harper and Row, New York 1973.)
- 1974: Die sogenannte Energiekrise oder die Lähmung der Gesellschaft. ISBN 3-499-11763-0.
- 1975: Die Enteignung der Gesundheit – Medical Nemesis. Rowohlt, Reinbek, ISBN 978-3-498-03202-9.
  - 1977: überarbeitete Ausgabe unter dem Titel Die Nemesis der Medizin. Von den Grenzen des Gesundheitswesens. Rowohlt, Reinbek, ISBN 3-498-03203-8.
  - 1995: 4., erneut überarbeitete und ergänzte Auflage unter dem Titel Die Nemesis der Medizin. Die Kritik der Medikalisierung des Lebens. C.H. Beck, München 2007, ISBN 3-406-39204-0; 5. Auflage 2007, ISBN 3-406-56072-5.
- 1978: Fortschrittsmythen. ISBN 3-498-03204-6.
- 1980: Schattenarbeit oder vernakuläre Tätigkeiten. Zur Kolonisierung des informellen Sektors. In: Freimut Duve (Hrsg.): Technologie und Politik. 15/1980, S. 48–63.
- 1982: Vom Recht auf Gemeinheit. ISBN 3-499-14829-3.
- 1983: Genus. Zu einer historischen Kritik der Gleichheit. Hamburg, ISBN 3-498-03207-0.
- 1984: Schule ins Museum. Phaedros und die Folgen. Bad Heilbrunn 1984.
- 1985: Vernakuläre Werte. In: Satish Kumar/Roswitha Hentschel (Hrsg.): Metapolitik. Die Ernst Friedrich Schumacher Lectures. Dianus-Trikont-Verlag, München, S. 166–184, ISBN 3-88167-130-7.
- 1987: H20 und die Wasser des Vergessens. ISBN 3-499-12131-X.
- 1988: mit Barry Sanders: Das Denken lernt schreiben. Lesekultur und Identität, ISBN 3-455-08293-9.
- 1991: Im Weinberg des Textes. Als das Schriftbild der Moderne entstand. Ein Kommentar zu Hugos „Didascalicon“. Luchterhand-Literaturverlag, Frankfurt am Main, ISBN 3-630-87105-4.
- 1991: Was macht den Menschen krank? 18 kritische Analysen. ISBN 3-7643-2583-6.

Gespräche
- 2005: The Rivers North of the Future. The Testament of Ivan Illich as Told to David Cayley. House of Anansi Press, Toronto
  - Deutsche Ausgabe 2006: In den Flüssen nördlich der Zukunft. Letzte Gespräche über Religion und Gesellschaft mit David Cayley. Aus dem Englischen übersetzt von Sebastian Trapp. Beck, München, ISBN 3-406-54214-X; 2. Auflage ebenda 2020, ISBN 978-3-406-76299-4.